# Partigiana (arma)
La partigiana è un'arma inastata (assimilabile alla lancia) composta da un lungo manico in legno e da una cuspide in metallo, costituita da una larga lama centrale a due taglienti simmetrici e rettilinei che terminano alla base in due alette ricurve.
Quest'arma fu molto utilizzata in combattimento in Italia durante il periodo rinascimentale ma andò in disuso, sui campi di battaglia d'Europa, dalla fine del XVI secolo. Continuò ad essere usata fino al XIX secolo come arma di rappresentanza o come porta insegna di reparto.

## Storia
Il tipo di lancia da mischia nota come "Partigiana" comparve nella panoplia delle fanterie europee tardomedievali nel XV secolo e si costituì come una variante più maneggevole e "potente" della picca, arma questa atta solamente ad impalare il nemico. Si trattò, con buona probabilità, dell'arma inastata che funse da archetipo per lo spuntone e per il brandistocco (arma questa ibrida tra la partigiana e lo spiedo da guerra). Già alla fine del XVI secolo venne rapidamente relegata al ruolo di arma cerimoniale, molto apprezzata dai corpi di guardia preposti alla difesa della persona del sovrano, come i reparti speciali di guardie svizzere in forza presso quasi tutte le monarchie occidentali (la partigiana figura ancora nella panoplia della Guardia Svizzera Pontificia).
L'ipotesi oggi più accreditata circa l'origine della partigiana è che possa trattarsi di una diretta evoluzione della lancia da cinghiale utilizzata, nel corso dell'Alto Medioevo come arma sia dai milites che dai laboratores.
(Grassi, Giuseppe (1833), Dizionario militare italiano, 2. ed. ampliata dall'a., Torino, Società Tipografica Libraria, v. III-IV, p. 173.)
Non a caso, la partigiana viene anche detta "Spiedo alla Bolognese", ubicando ipoteticamente a Bologna il luogo in cui la chiavarina e/o lo spiedo da caccia è stato sviluppato nell'arma inastata rinascimentale.
Al momento del suo apogeo (ca. 1450-1550), la partigiana era considerata arma il cui uso non poteva essere alieno alla formazione bellica del gentiluomo. Si tratta infatti di una delle poche armi inastate oggetto di studio e riflessione nei trattati dei maestri di scherma tradizionale, soprattutto italiani, del XV-XVI secolo: l'uso della partigiana, da sola o abbinata ad un piccolo scudo del tipo rotella, è analizzato nel famoso compendio marziale Opera Nova Chiamata Duello, O Vero Fiore dell'Armi de Singulari Abattimenti Offensivi, & Diffensivi (1536) del maestro bolognese Achille Marozzo.

### Precisazione etimologica
Arma precipua dell'Europa Latina, la partigiana non ebbe grande diffusione nei paesi più settentrionali del continente. Nel mondo germanico la partigiana e lo spuntone sono grosso modo la stessa tipologia di arma. Nel bacino culturale anglosassone, invece, la partigiana rientra nell'ampio genere dei ranseur insieme alla corsesca ed al brandistocco.
Largamente diffusasi in Italia nel corso del Rinascimento, concomitantemente cioè alla fase più matura dell'Umanesimo, la partigiana godette di un considerevole successo letterario. "Partigiana" iniziò ad essere il vocabolo utilizzato dagli scrittori del XV e XVI secolo per indicare specificatamente la lancia da mischia, distinta dalla lunghissima picca, là dove la "Lanza" indicava la Lancia da cavalleria. Meglio ancora, "partigiana" divenne la parola utilizzata dagli umanisti per indicare le lance da fanteria dell'Antichità, armi atte alla mischia ma, a differenza della lunghissima picca, all'occorrenza ancora eiettabili (v. dory, framea ecc.). Si trova testimonianza di un tale uso del vocabolo nelle opere di autori quali Luca Pulci o Pier Francesco Giambullari. Il diffondersi della partigiana nella panoplia delle forze di fanteria della Penisola permise cioè di colmare quella lacuna precipua del vocabolario militare italiano dovuta ai molteplici significati attribuiti alla parola "lancia", valida sia per l'arma da mischia, sia per l'arma da cavallo, sia, a volte, per le armi inastate da lancio.

Nel corso del XVI secolo l'ormai radicatosi utilizzo della parola "partigiana" nel vocabolario italiano ne fece un sinonimo di "lancia", tanto che il vezzeggiativo "partigianetta/o", indicante una versione più leggera dell'arma, iniziò ad essere utilizzato per indicare il giavellotto. Autori eruditi come Giorgio Vasari ricorsero poi al termine "partigianetta" per indicare il pilum anticamente in uso al legionario romano.

## Costruzione
La partigiana è una tipologia di lancia molto robusta, atta unicamente alla mischia ed inutilizzabile come arma da lancio.
- La lama era lunga anche più di 30 cm, marcatamente triangolare ed a sezione romboidale. Veniva assicurata all'astile tramite una lunga gorbia piramidale. Nel punto di contatto tra lama e gorbia si trovavano due alette, molto simili ai lug della lancia da cinghiale altomedievale, che sviluppavano però direttamente dalla lama, come nello spuntone, e non dalla gorbia come nella chiavarina, nella corsesca e nel brandistocco. La lama poteva, in alcuni esemplari, presentare una forma "fiammeggiante" come quella dello spadone a due mani tipo flamberga;
- L'astile in legno, lungo 160–220 cm, aveva all'estremità opposta rispetto alla lama un contrappeso di metallo, il calzuolo, simile a quello delle lance di fanteria dell'Antichità (v. sauroter).

Gli esemplari in forza ai corpi di guardia d'élite venivano decorati con passamaneria assicurata alla gorbia, tarsie sull'astile e varie tipologie di damaschinatura della lama.
Le varianti più note della partigiana sono:
- Partigianetto, una versione più corta e leggera, con ferro di 22–30 cm, eiettabile;
- Partigianone[7], con ferro lungo sino a 60 cm, quasi una variante più massiccia del brandistocco.